# Noorderzijlvest
Noorderzijlvest is een waterschap, gelegen in de provincies Groningen, Friesland en Drenthe. 
Het waterschap is gevestigd in de stad Groningen en beslaat een oppervlakte van 144.000 ha. Vanaf 6 juli 2022 is Roeland van der Schaaf de dijkgraaf. 

## Geschiedenis
Het waterschap ontstond in 1995 uit een fusie van de waterschappen Electra, Hunsingo, Noordenveld, Smilde (gedeeltelijk) en Westerkwartier, waarbij ook de aan het waterschap grenzende deel van de zeedijk van het dijkwaterschap Ommelanderzeedijk mee overging.
In 2000 werd het gedeelte van Eemszijlvest dat ten noorden van het Eemskanaal (feitelijk het voormalige waterschap Fivelingo) was gelegen toegevoegd, plus de taken van het Zuiveringschap Drenthe en van het ZPG, de afdeling Zuivering van de Provincie Groningen. Ten slotte is het gedeelte van het Westerkwartier, de zogenaamde 2e afdeling, dat afwatert via Friesland overgegaan naar het Wetterskip Fryslân. Formeel werd er een nieuw waterschap opgericht, dat de naam van een van de voorgangers kreeg. Men spreekt, om onderscheid te maken met het waterschap van voor 2000, over "Oud-Noorderzijlvest".

## Taken
De voornaamste afwatering is die van het Reitdiep, dat wordt bemalen door het gemaal De Waterwolf. Het water wordt via de boezem het Lauwersmeer en vervolgens via de R.J. Cleveringsluizen in Lauwersoog op de Waddenzee geloosd.
Aan de oostzijde is de belangrijkste afwatering het Damsterdiep dat via het gemaal De Drie Delfzijlen zijn water loost op de Eems.
In het noorden van het waterschap zijn enkele kleinere afwateringen, waarvan de belangrijkste worden bemalen door de gemalen Noordpolderzijl (bij Noordpolderzijl) en Spijksterpompen.
Waterschap Noorderzijlvest beheert zeventig kilometer zeedijk tussen Lauwersmeer en Delfzijl. 